# 三都布多尔济
三都布多尔济（？—1780年），博尔济吉特氏。清朝喀尔喀蒙古土谢图汗部中右末旗扎萨克。他是衮布玄孙，西第什哩曾孙，辰丕勒多尔济之孙，沙克都尔扎布次子。
乾隆二年（1737年），承袭札萨克一等台吉。乾隆十九年（1754年），乌梁海宰桑赤伦逃到吹河，三都布多尔济跟随参赞大臣努三等率兵抵达阿勒和硕，从喀喇莽奈出发，抵达宰桑赤伦所居之地，赤伦属下的四百四十五户归降，解送到特斯鄂尔珲安置。乾隆二十年（1755年），他跟随清军征讨准噶尔汗国达瓦齐，驻军乌里雅苏台，以督办军需。辉特台吉阿睦尔撒纳叛清后，他和乌里雅苏台大臣阿兰泰等率军至扎布堪，擒获阿睦尔撒纳的妻妾和他的部下班珠尔、扎木禅等人，与固尔班和卓等人作战，乾隆帝因功赐予他公品级。然后和副都统鄂博什等人率军六百，至巴颜山攻打哈萨克。和托辉特部的青衮咱卜反清，其子齐苏隆多尔济逃到哲布尊丹巴呼图克图处，被三都布多尔济缚送京师。乾隆二十三年（1758年），他跟随定边右副将军车布登扎布进军哈萨克。土尔扈特部台吉舍棱、劳章扎卜等人逃走，他再和鄂博什率军追击，抵达俄罗斯界，以功被任命为所部副将军、参赞，协理俄罗斯边境事。之后署副将军。乾隆二十四年（1759年），封辅国公。乾隆四十五年（1780年）去世。其子车登多尔济。